# Eishockey-Europameisterschaft der U19-Junioren 1974
Die 7. Eishockey-Europameisterschaft der U19-Junioren fand vom 22. bis zum 30. März 1974 in  Herisau in der Schweiz statt. Die Spiele der B-Gruppe wurden vom 9. bis 16. März 1974 in Bukarest in Rumänien ausgetragen.

## A-Gruppe
| Spiele              | SWE  | URS  | FIN  | TCH  | POL  | SUI  | Tore  | Pkt.  |
| ------------------- | ---- | ---- | ---- | ---- | ---- | ---- | ----- | ----- |
| 1. Schweden         |      | 4:1  | 5:2  | 11:2 | 15:3 | 21:1 | 56:09 | 10:0  |
| 2. UdSSR            | 1:4  |      | 12:3 | 8:1  | 10:2 | 14:1 | 45:11 | 08:02 |
| 3. Finnland         | 2:5  | 3:12 |      | 3:2  | 9:2  | 6:4  | 23:25 | 06:04 |
| 4. Tschechoslowakei | 2:11 | 1:8  | 2:3  |      | 7:3  | 15:1 | 27:26 | 04:06 |
| 5. Polen            | 3:15 | 2:10 | 2:9  | 3:7  |      | 5:3  | 15:44 | 02:08 |
| 6. Schweiz          | 1:21 | 1:14 | 4:6  | 1:15 | 3:5  |      | 10:61 | 00:10 |

### Europameistermannschaft: Schweden
| U19-Europameister Schweden | Åke Andersson, Mats Blomqvist – Hans Eriksson, Göran Lindblom, Björn Johansson, Tommy Möller, Jan Kock, Jan-Ove Viberg – Thomas Gradin, Rolf Ericsson, Dag Bredberg, Emil Mészáros, Torbjörn Nilsson, Bengt Lundholm, Anders Steen, Kent Nilsson, Bo Berglund, Håkan Karlsson |

### Auszeichnungen
| Auszeichnung       | Spieler          | Team             |
| ------------------ | ---------------- | ---------------- |
| Topscorer          | Boris Alexandrow | UdSSR            |
| Topscorer          | Kent Nilsson     | Schweden         |
| Bester Torhüter    | Åke Andersson    | Schweden         |
| Bester Verteidiger | Vladimír Vlček   | Tschechoslowakei |
| Bester Stürmer     | Thomas Gradin    | Schweden         |

## B-Gruppe

### Vorrunde
Gruppe 1
| Spiele            | BRD  | NOR | YUG  | FRA  | HUN  | Tore  | Pkt. |
| ----------------- | ---- | --- | ---- | ---- | ---- | ----- | ---- |
| 1. BR Deutschland |      | 8:1 | 10:2 | 15:1 | 15:0 | 48:04 | 8:0  |
| 2. Norwegen       | 1:8  |     | 8:3  | 8:1  | 3:0  | 20:12 | 6:2  |
| 3. Jugoslawien    | 2:10 | 3:8 |      | 5:5  | 8:4  | 18:27 | 3:5  |
| 4. Frankreich     | 1:15 | 1:8 | 5:5  |      | 7:5  | 14:33 | 3:5  |
| 5. Ungarn         | 0:15 | 0:3 | 4:8  | 5:7  |      | 09:33 | 0:8  |

Gruppe 2
| Spiele        | ROM  | BUL  | DEN  | AUT  | ITA | Tore  | Pkt. |
| ------------- | ---- | ---- | ---- | ---- | --- | ----- | ---- |
| 1. Rumänien   |      | 6:1  | 15:2 | 8:7  | 6:0 | 35:10 | 8:0  |
| 2. Bulgarien  | 1:6  |      | 5:5  | 12:0 | 7:1 | 25:12 | 5:3  |
| 3. Dänemark   | 2:15 | 5:5  |      | 4:0  | 6:5 | 17:25 | 5:3  |
| 4. Österreich | 7:8  | 0:12 | 0:4  |      | 7:4 | 14:28 | 2:6  |
| 5. Italien    | 0:6  | 1:7  | 5:6  | 4:7  |     | 10:26 | 0:8  |

### Platzierungsspiele
| Spiel um Platz 9 | Ungarn         | 6:1 (1:0, 3:0, 2:1)  | Italien     |  |
| Spiel um Platz 7 | Österreich     | 5:3 (3:2, 2:0, 0:1)  | Frankreich  |  |
| Spiel um Platz 5 | Dänemark       | 5:3 (0:0, 2:2, 3:1)  | Jugoslawien |  |
| Spiel um Platz 3 | Bulgarien      | 8:2 (2:1, 2:0, 4:1)  | Norwegen    |  |
| Finale           | BR Deutschland | 10:3 (2:0, 4:1, 4:2) | Rumänien    |  |